# Maria Addolorata Luciani
Pour les articles homonymes, voir Luciani.
 (avril 2019).
Si vous disposez d'ouvrages ou d'articles de référence ou si vous connaissez des sites web de qualité traitant du thème abordé ici, merci de compléter l'article en donnant les références utiles à sa vérifiabilité et en les liant à la section « Notes et références ».
Maria Addolorata Luciani, née le 2 mai 1920 à Montegranaro et morte le 23 juillet 1954 à Ripatransone, était une religieuse passioniste italienne. Elle est reconnue vénérable par l'Église catholique.

## Biographie
Maria Luciani manifeste à l'âge de 13 ans son désir de devenir religieuse. Le 4 juin 1945, elle entre au couvent des passionistes de Ripatransone, et fait sa profession deux ans plus tard sous le nom de sœur Maria Addolorata. Au cours de ses 9 ans de vie religieuse, elle effectue des tâches ordinaires.
Sa santé fragile se dégrade rapidement, souffrant de douleurs intestinales. Elle offre ses souffrances à Dieu par amour pour lui et pour la conversion des pécheurs. Elle voit dans ses douleurs une manière de s'unir à la passion du Christ. Son itinéraire spirituel est retracé dans son journal intime, que lui avait demandé de tenir son confesseur. Elle meurt à 34 ans, après plusieurs semaines d'intenses douleurs.

## Béatification
La cause pour la béatification et la canonisation de Maria Addolorata Luciani débute en 1995 à San Benedetto del Tronto. L'enquête diocésaine se clôture en 2001, puis est envoyée à Rome pour y être étudiée par la Congrégation pour les causes des saints. 
À la suite de l'avis favorable des différentes commissions, le pape François procède à la reconnaissance des vertus héroïques de Maria Addolorata Luciani le 7 novembre 2018, lui attribuant ainsi le titre de vénérable.